# Georg Zeidler

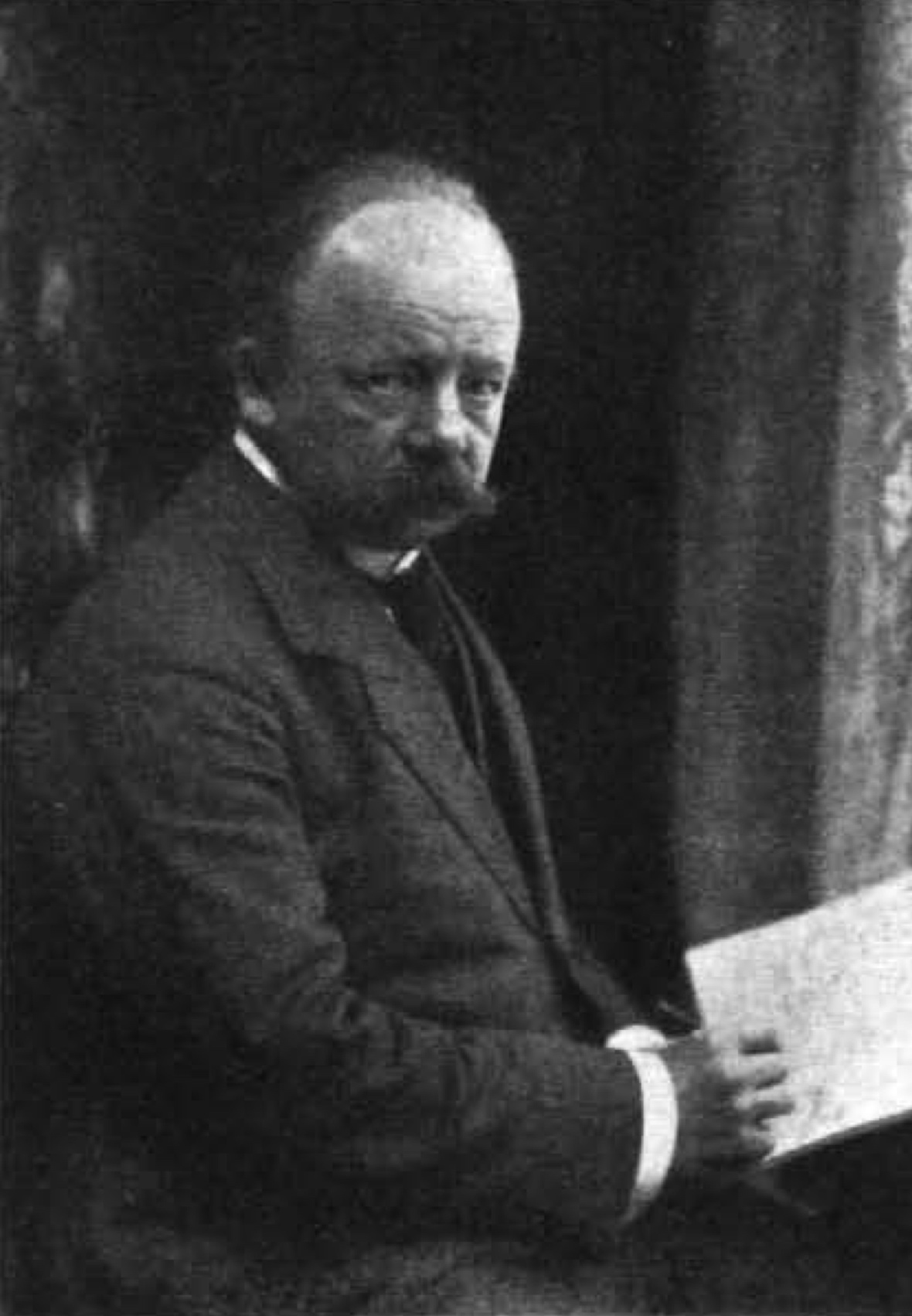
Georg Zeidler

Georg Ulrich Theodor Zeidler (* 6. August 1860 in Braunschweig; † 6. Mai 1915 in Nieuwpoort in Flandern) war ein deutscher Architekt, Maler und Hochschullehrer. 

## Leben

### Werdegang
Der Sohn des Braunschweiger Tuchhandelskaufmanns August Zeidler und dessen Ehefrau Klara, geb. Ramdohr, besuchte das Martino-Katharineum, wo er 1879 das Abitur ablegte. Er studierte Hochbau an der Technischen Hochschule Braunschweig, wo Constantin Uhde zu seinen Lehrern zählte. Es folgten zwei Semester in der Klasse für Naturstudien an der Kunstakademie München. Zeidler wurde im Dezember 1885 zum Regierungsbauführer (Referendar in der öffentlichen Bauverwaltung) ernannt. Von 1887 bis 1889 arbeitete er in Colmar bei der Heeresbauverwaltung. Nach bestandenem 2. Staatsexamen im Januar 1891 wurde er zum Regierungsbaumeister (Assessor in der öffentlichen Bauverwaltung) er ernannt, es folgte bis 1895 eine Tätigkeit in Berlin im preußischen Ministerium der öffentlichen Arbeiten. In Schlesien war er von 1895 bis 1903 als entwerfender und ausführender Regierungsbaumeister bzw. Landbauinspektor tätig. Im Jahr 1904 erhielt Zeidler einen Ruf an die Technische Hochschule Braunschweig als ordentlicher Professor für Freihandzeichnen, Aktzeichnen, Ornamentik und Kunstgewerbe. Von 1908 bis 1910 war er Rektor der Hochschule. Nachfolgend wurde er zum Geheimen Hofrat ernannt.
Bei Ausbruch des Ersten Weltkriegs 1914 meldete sich Zeidler als Hauptmann der Reserve freiwillig zum Kriegsdienst. Er war als Ausbilder beim Reserve-Infanterie-Regiment Nr. 208 tätig, mit dem er in verlustreiche Kämpfe vor Ypern, Diksmuide und Nieuwpoort ging. Dort fiel er am 6. Mai 1915 als Führer des 3. Bataillons des Reserve-Regiments 208.
Zeidler schuf zahlreiche Aquarelle, Kohlezeichnungen und Ölstudien, die sich heute überwiegend in Privatbesitz befinden.

### Familie
Während seiner Colmarer Zeit lernte er seine Frau Helene kennen. Sie war die Tochter des Generalarztes Otto Wolff Rebenstein. Aus der 1891 geschlossenen Ehe gingen zwei Töchter und ein Sohn hervor.

## Ehrungen
- Eisernes Kreuz
- Braunschweigisches Kriegsverdienstkreuz
- Ritterkreuz I. Klasse des Ordens Heinrichs des Löwen
- Roter Adlerorden IV. Klasse

## Schriften
- Die Entwicklung der neuen Bewegung in der Kunst, in besonderem der Raumkunst, 1909.